# Meher Kapısı

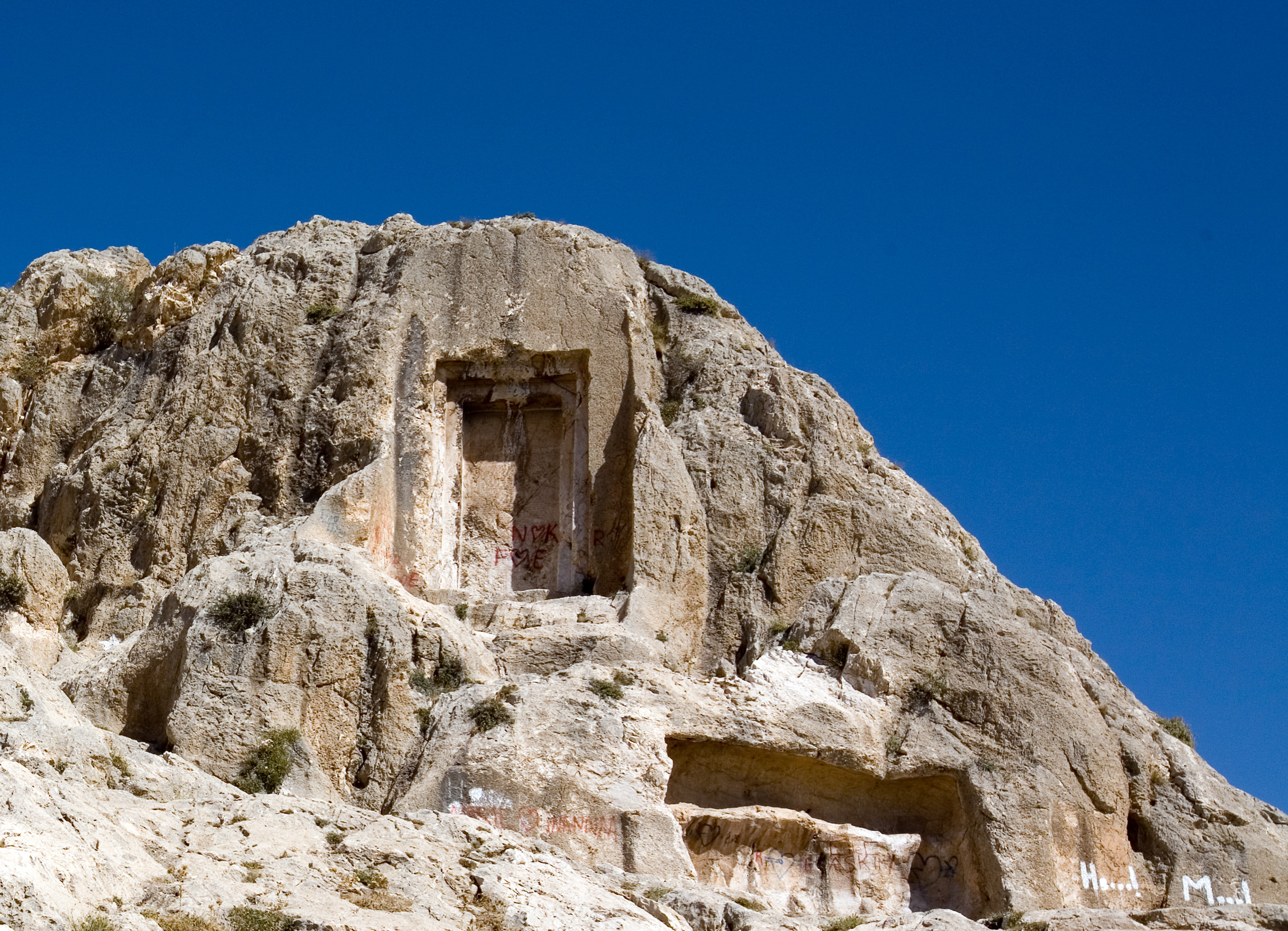
Mithras Tor

Meher Kapısı (Mheridur, Meher Kapı,armenisch Մհերի դուռ Mheri dur), das „Mithras-Tor“ bedeutet, ist ein urartäisches Ḫaldi-Heiligtum bei Van in der Türkei. Weitere Namen für das Heiligtum sind Tac Kapi, „Steintor“, oder Çoban Kapisi, „Hirtentor“.
Die lange, zweisprachige Inschrift des Meher Kapısıs stellt die bisher wichtigste Quelle zur urartäischen Religion dar. Sie wurde unter Išpuini und Menua um 820 v. Chr. verfasst. Die Inschrift bezeichnet das Heiligtum in Form einer Nische als „Tür“. Auf einer tiefer gelegenen Terrasse wurden vermutlich Opfer dargebracht.
Die Inschrift nennt die Reichsgötter Ḫaldi, den Wettergott Teišeba und den Sonnengott Šiwini sowie eine Vielzahl lokaler Gottheiten. Auch Pässe, Seen und Berge (Eidoru) wurden mit Opfern bedacht, sowie die Waffen des Haldi und das Haldi Tor selbst. Insgesamt erhielten 79 Wesenheiten im Monat Šiuini Opfer von Rindern und Schafen.
Genannt werden unter anderem:
- Adia
- Aja
- Anapša
- Arubaini
- Asilemla
- Baba
- Dieduani
- Inuani
- Ḫutuini
- Nalaini
- Sardi
- Šebitu
- Šelardi
- Turani
- Tušpuni
- Ua

Salvini nimmt an, dass lokale Gottheiten dem Reichspantheon im Zuge der Eroberungen Menuas eingegliedert wurden.
Felstore finden wie in Meher Kapısı finden sich auch in anderen urartäischen Heiligtümern wie Yeşılalıç, Tabriz Kapısı und Hazine Kapısı aus der Zeit von Sarduri II.
Die erste Kopie der Inschrift wurde 1826–1828 durch Friedrich Eduard Schulz, Professor in Gießen angefertigt.